# Russland der Zukunft
Russland der Zukunft (russisch Россия будущего Rossija buduschtschewo), bis 19. Mai 2018 Fortschrittspartei (russisch Партия Прогресса, Partija progressa), ist eine politische Partei in Russland um den am 16. Februar 2024 verstorbenen regierungskritischen Journalisten Alexei Nawalny. Sie ist seit dem 28. April 2015 nicht mehr als Partei beim Ministerium der Justiz der Russischen Föderation registriert.

## Geschichte
Am 15. Dezember 2012 wurde sie als Partei Volksallianz (Народный Альянс) gegründet. Zweimal wurde der Antrag auf Registrierung als Partei vom Justizministerium abgelehnt. Der zweite Anlauf scheiterte, da der professionelle Parteigründer Andrej Bogdanow, der schon in den 1990er und 2000er Jahren maßgeschneiderte Parteien zu Dutzenden erstellte, offiziell registrieren ließ und verkaufte, seine eigene Partei Heimatland (Rodnaja strana) wenige Tage vor der beabsichtigten Registrierung in Volksallianz hatte umbenennen lassen.
Auf einem außerordentlichen Parteitag am 8. Februar 2014 beschloss die Partei, sich in Fortschrittspartei umzubenennen. Am 25. Februar 2014 erhielt sie eine offizielle Registrierung als Partei beim Justizministerium. Da sie einige Auflagen nicht erfüllen konnte, wurde ihr nach längeren Auseinandersetzungen die Registrierung am 28. April 2015 wieder entzogen.
Seitdem kann sie nicht mehr als Partei öffentlich auftreten und bei Wahlen kandidieren. Für die Parlamentswahl in Russland 2016 kam ein geplantes Wahlbündnis mit den oppositionellen Parteien Jabloko und PARNAS nicht zustande.

## Mitglieder
Im Präsidium der Partei sind neben dem am 16. Februar 2024 verstorbenen Vorsitzenden Alexei Nawalny auch Georgi Alburow, Leonid Volkov, Wladimir Aschurkow und Wladislaw Naganow sowie Ljubow Sobol vertreten.